# Согласие (Могилёвская область)
Согла́сие (бел. Саглассе) — деревня в составе Вишовского сельсовета Белыничского района Могилёвской области Белоруссии. Население — 28 человек (2009).
Ранее входила в состав Головчинского сельсовета.

## География

### Расположение
В 23 км на северо-восток от Белынич, в 25 км от Могилёва и железнодорожной станции Могилёв I.

## Транспортная система
Транспортная связь по автодороге Могилёв — Круглое. Планировка состоит из прямолинейной улицы меридиональной ориентации. Застройка двухсторонняя, деревянными домами усадебного типа.

## История
Основана в 1920-е годы переселенцами с соседних деревень. В 1930-е годы местные жители вступили в колхоз.
В начале июля 1941 года оккупирована немецко-фашистскими захватчиками. Во время Великой Отечественной войны на фронтах погибли 9 местных жителей. Освобождена 29 июня 1944 года.
В 1986 году — в составе колхоза имени В. И. Ленина с центром в деревне Новосёлки.

## Население

### Численность
- 2009 год — 28 жителей.

### Динамика
- 1959 год — 69 жителей.
- 1970 год — 49 жителей.
- 1986 год — 40 жителей.
- 2002 год — 13 дворов, 29 жителей[3].
- 2007 год — 12 дворов, 29 жителей.
- 2009 год — 28 жителей.